# Усманходжаев, Ойбек Рахманбекович
Ойбек Рахманбекович Усманходжаев (13 декабря 1972) — советский и узбекский футболист, нападающий и атакующий полузащитник. Выступал за сборную Узбекистана.

## Биография

### Клубная карьера
В советский период выступал в низших лигах за «Сохибкор», «Шахтёр» (Ангрен), «Навбахор», также провёл полсезона в дубле «Пахтакора» в первенстве дублёров высшей лиги.
После распада СССР стал играть в высшей лиге Узбекистана за «Навбахор» и «Нурафшон» (Бухара). В ходе сезона 1994 года перешёл в ташкентский МХСК, с которым завоевал золотые (1997), серебряные (1995) и бронзовые (1996) награды чемпионата, был одним из лидеров нападения команды, забив за 3,5 года 60 голов. Второй бомбардир чемпионата Узбекистана 1995 года (22 гола).
В ходе сезона 1998 года играл за «Пахтакор», ставший чемпионом того сезона, но не смог пробиться в основной состав и провёл только 5 матчей. Также в 1998 году выступал за «Бухару». В 1999 году стал чемпионом страны в составе «Дустлика», а в споре бомбардиров чемпионата занял третье место с 22 голами.
В 1999 году впервые перешёл в зарубежный клуб — болгарский «Марица» (Пловдив), но там надолго не закрепился. В 2000 году играл за «Самарканд-Динамо», где составлял пару нападающих с Мухсином Мухамадиевым, команда заняла четвёртое место и стала финалистом Кубка Узбекистана. В 2001 году снова играл за границей — в казахском клубе «Есиль-Богатырь», провёл 27 матчей и забил 7 голов.
В дальнейшем выступал за «Насаф» и снова за «Дустлик» и «Навбахор». В конце карьеры провёл несколько сезонов в ташкентском «Локомотиве».
Всего в высшей лиге Узбекистана забил 157 голов. Четырежды за карьеру забивал по 22 гола за сезон (1995, 1997, 1999, 2000) и неоднократно превышал отметку в 10 голов за сезон. По состоянию на 2018 год занимает девятое место по числу голов за всю историю в чемпионатах Узбекистана.

### Карьера в сборной
В национальной сборной Узбекистана дебютировал 28 июня 1992 года в матче Кубка Центральной Азии против Туркменистана, заменив на 66-й минуте Рустама Абдуллаева. Продолжал нерегулярно выступать за сборную до 2000 года, всего сыграл 10 матчей, не забив ни одного гола.

### Тренерская карьера
По состоянию на 2010 год входил в тренерский штаб юношеской (U19) сборной Узбекистана. Также работал селекционером в «Алмалыке».
Принимал участие в матчах ветеранов.